# Drepte
De Drepte is een rivier in de Duitse deelstaat Nedersaksen, die uitmondt in de Wezer. In Garlstedt bevindt zich een historische watermolen in de Drepte, de Brockmannsmühlen. Vanaf de plaats Driftsethe is het water enigszins verontreinigd.